# البقاء في الوضع الرأسي (فلم)
البقاء في الوضع الرأسي ( (بالفرنسية: Rester vertical) ) هو فيلم درامي فرنسي لعام 2016 من تأليف وإخراج آلان جيرودي . تدور أحداث القصة حول صانع أفلام عليه أن يربي طفلًا (أنجبه مع راعية) بنفسه أثناء البحث عن مصدر إلهام لفيلمه الجديد.   تم اختيار الفيلم للتنافس على السعفة الذهبية في مهرجان كان السينمائي 2016 .  

## طاقم العمل
| الممثل         | الدور        |
| -------------- | ------------ |
| داميان بونارد  | ليو          |
| رافائيل تييري  | جان لويس     |
| كريستيان بوليت | مارسيل       |
| باسيل ميليورات | يوان         |
| لور كالامي     | دكتور ميراند |
| إنديا هير      | ماري         |

## النقد
أبلغ موقع الويب التجميعي روتن توميتوز عن نسبة موافقة بلغت 65٪ ، بناءً على 23 مراجعة ، بمتوسط درجات 6.2 / 10.  في ميتاكريتيك ، الذي يمنح تصنيفًا طبيعيًا ، حصل الفيلم على 65 درجة من أصل 100 ، بناءً على 17 نقادًا ، مما يشير إلى «المراجعات الإيجابية بشكل عام». 

## الجوائز
| جائزة / مهرجان سينمائي | الفئة          | المستلمون والمرشحون |      |
| ---------------------- | -------------- | ------------------- | ---- |
| مهرجان كان السينمائي   | السعفة الذهبية |                     | ترشح |
| مهرجان كان السينمائي   | كوير بالم      |                     | ترشح |
| جوائز سيزار            | أفضل ممثل واعد | داميان بونارد       | ترشح |
| جائزة لويس ديلوك       | أفضل فيلم      |                     | ترشح |
| جوائز Lumières         | أفضل فيلم      |                     | ترشح |
| جوائز Lumières         | أفضل مخرج      | آلان جيرودي         | ترشح |
| جوائز Lumières         | أفضل ممثل واعد | داميان بونارد       | فاز  |
| جوائز Lumières         | أفضل سيناريو   | آلان جيرودي         | ترشح |

## روابط خارجية
- البقاء في الوضع الرأسي  في قاعدة بيانات الأفلام على الإنترنت (بالإنجليزية)